# 周凯旋
周凯旋‌（英语：‌Solina Chau；1961年—），女，香港企业家，億萬富翁，现任李嘉诚基金会董事、周凯旋基金会创始人。她被媒體視作李嘉誠的「紅顏知己」或女友。

## 早年与教育
1961年出生于英屬香港，中学就读于拔萃女书院，毕业后赴澳大利亚留学，1980年代毕业于新南威尔士大学，主修商业与经济相关领域‌。

## 社会荣誉
2024年入选福布斯中国香港富豪榜。
2006年被《华尔街日报》评为“亚洲商界女性十强”之一。‌